# Rudolf Boehm (Mediziner)
Rudolf Albert Martin Boehm (* 19. Mai 1844 in Nördlingen; † 19. August 1926 in Bad Kohlgrub, Oberbayern) war ein deutscher Mediziner und Pharmakologe. Er war Professor der Pharmakologie in Leipzig.

## Leben

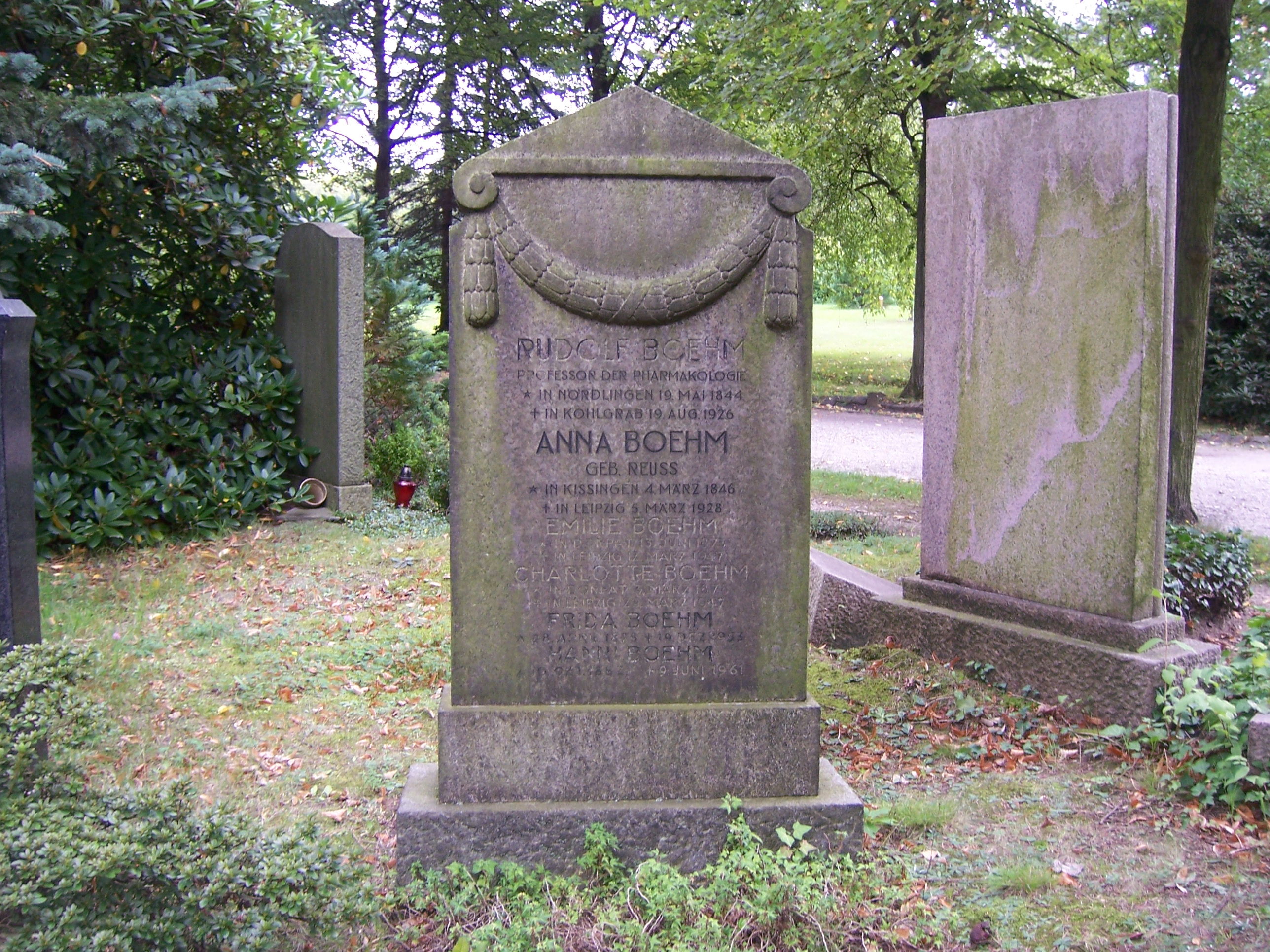
Grabstätte Rudolf Boehm auf dem Südfriedhof in Leipzig

Rudolf (oder Rudolph) Boehm, der Sohn eines Arztes, studierte in München und Würzburg Medizin und wurde 1869 in Würzburg zum Doktor der Medizin promoviert. (Angaben, er habe auch in Leipzig studiert und sei dort promoviert worden, sind falsch.) Auf Wunsch des Vaters wählte er zunächst ein klinisches Fach und wurde als cand. med. 1868 Assistenzarzt in der Psychiatrischen Universitätsklinik am Würzburger Juliusspital und übte diese Tätigkeit bis 1870 aus. Der Klinikleiter, Franz von Rinecker, ein vielseitiger Gelehrter, erkannte Boehms Interesse an experimentellen Arbeiten und empfahl ihm wohl, bei Carl Ludwig in Leipzig seine physiologische Ausbildung zu vertiefen. Hier traf er unter anderen den Entdecker der Nukleinsäuren Friedrich Miescher und den Pharmakologen Oswald Schmiedeberg, der bereits Professor in Dorpat war, dem heutigen Tartu in Estland. In Leipzig begann Boehm seine Studien über Herzgifte, in denen er an Froschherzen die Wirkung von Alkaloiden wie Muscarin, Nikotin und Veratrin untersuchte und mit denen er sich 1871 bei Adolf Fick in Würzburg für Physiologie habilitierte. 1872 übernahm er von Schmiedeberg, der im selben Jahr nach Straßburg berufen wurde, den Lehrstuhl für Pharmakologie, Diätetik und Geschichte der Medizin in Dorpat. Von 1881 bis 1884 war er Professor für Pharmakologie in Marburg, von 1884 bis zu seiner Emeritierung 1921 Professor für Pharmakologie in Leipzig. Hier wurde nach seinen Plänen ein für die damalige Zeit vorbildliches Institut gebaut, das im Zweiten Weltkrieg zerstört wurde. Im Jahre 1888 wurde Boehm zum Mitglied der Deutschen Akademie der Naturforscher Leopoldina gewählt. Seit 1886 war er ordentliches Mitglied der Sächsischen Akademie der Wissenschaften.

## Forschung

### Allgemeines
Boehm hat die Pharmakologie und Toxikologie vieler Substanzen untersucht. Besonders eindringlich hat er sich mit Pflanzen beschäftigt, in denen er, dem Beispiel des Entdeckers des Morphins Friedrich Sertürner folgend, nach den wirksamen Inhaltsstoffen suchte. Dazu gehörte zum Beispiel der Wurmfarn. Im wichtigsten Handbuch seines Fachs, dem von seinem Schüler Arthur Heffter herausgegebenen Handbuch der experimentellen Pharmakologie, heute Handbook of Experimental Pharmacology, schrieb er 1920 die Kapitel über die Aconitingruppe (Inhaltsstoffe des Blauen Eisenhuts), über Veratrin und Protoveratrin (Inhaltsstoffe des Weißen Germer, Veratrum album) sowie über Curare und Curarealkaloide. Von Boehms Arbeiten zu den Inhaltsstoffen des Weißen Germer ist Otto Krayer bei seiner weiterführenden Erforschung dieser Stoffe ausgegangen.

### Curare

Curare-Präparate, zusammengestellt aus Boehms Originalen

Am bekanntesten, und bis heute in der praktischen Medizin nachwirkend, wurden Boehms Forschungen zum Curare. Er teilte die Curarepräparate in drei Sorten ein: „Das südamerikanische Pfeilgift Curare … wird von Indianerstämmen im äquatorialen Südamerika in den Flußgebieten des Orinoco und Amazonas fabriziert und gelangt in sehr unregelmäßiger Zufuhr, neuerdings wieder sehr spärlich, in den europäischen Handel. Der Emballage und auch den chemischen Bestandteilen nach sind drei Sorten zu unterscheiden: 1. Kalebassencurare (in Kürbisschalen, Gourds), 2. Topfcurare (in kleinen Tontöpfchen), 3. Tubocurare (in Bambusröhren).“
1912 führte der Chirurg Arthur Läwen in Leipzig zum ersten Mal bei der Operation eines Menschen eine Muskelrelaxation durch. Er schrieb: „Ein großer Uebelstand bei oberflächlicher Narkose ist der, daß die Kranken namentlich bei der Bauchdeckennaht die Bauchmuskulatur übermäßig anspannen, so daß eine ordnungsgemäße Schichtnaht sehr erschwert wird. … Gerade diese Bauchdeckenspannung ist schuld daran, daß im letzten Stadium der Operation noch oft tief narkotisiert wird. Hierdurch wird wieder die Gefahr der Ueberdosierung in die Nähe gerückt. Ich habe nun Versuche angestellt, diese Anspannung der Bauchmuskulatur auf andere Weise zu verhindern. Ich habe hierzu Curarin benutzt, die von Boehm aus den Curare-Präparaten hergestellte wirksame Substanz. Das Curarin hat vor den Curaredrogen der großen Vorzug, ein exakt dosierbares Präparat zu sein, bei dem mit absoluter Zuverlässigkeit der gleichen Dosis immer die gleiche Wirkung entspricht. Mit den gewöhnlichen Curarepräparaten würde ich es nie gewagt haben, am Menschen Versuche anzustellen. … Die Wirkung bei der Bauchdeckennaht (war) sehr deutlich und angenehm. … Leider ist zurzeit die Curaredroge in genügender Menge nicht zu beschaffen.“ Vielleicht war es dieser Mangel an Nachschub, der Läwens Gedanken und Beobachtungen in Vergessenheit geraten ließ: Sie kamen zu früh für die Zeitumstände. Jedenfalls wussten die amerikanischen Ärzte, die 1942 Curarepräparate für alle Zukunft in die Anästhesiologie einführten, anscheinend nichts mehr von ihm.
Auf der Grundlage von Boehms Werk gelang schließlich 1935 die Aufklärung der chemischen Struktur des Tubocurarins: „The South American arrow poisons known as curare were shown by Boehm … to be of three kinds, distinguished primarily by their containers and secondarily by their different chemical characteristics. … An opportunity arose of examining the three types of curare described by Boehm, and I have been able to confirm the fundamental soundness of his observations.“ Der schweizerisch-italienische Pharmakologe und Empfänger des Nobelpreises für Physiologie oder Medizin 1957 Daniel Bovet urteilte 1948 (aus dem Französischen): „Noch heute muss man von der Klassifikation Boehms ausgehen, wenn man ein Gesamtbild des geographischen Ursprungs, der Handelsformen und des Gebrauchs der Curarepräparate gewinnen will.“

## Die Boehmsche Pharmakologenschule
Die größte Pharmakologenschule im deutschen Sprachbereich geht auf Rudolf Buchheim und Oswald Schmiedeberg zurück, die zweitgrößte auf Rudolf Boehm. Zu seinen unmittelbaren Schülern gehörten Arthur Heffter (1859–1925), Ordinarius zuerst in Bern, Walther Straub (1874–1944), Ordinarius zuerst in Marburg, Oscar Gros (1877–1947), Ordinarius zuerst in Halle, Josef Schüller (1888–1968), Ordinarius in Köln, und Fritz Külz (1887–1949), Ordinarius zuerst in Kiel. Von Jüngeren seien nur Otto Krayer (1899–1982) und Melchior Reiter (1919–2007) genannt; Krayer hat die Boehmsche Schule in einem Buch dargestellt, das Reiter 1998 herausgegeben hat.
1999 hat sich das Pharmakologische Institut Leipzig den Namen Rudolf-Boehm-Institut für Pharmakologie und Toxikologie gegeben.